# Даймохк (ансамбль)
«Даймо́хк» (чечен. Отчизна) — государственный детский ансамбль песни и танца Чеченской Республики имени Махмуда Эсамбаева.

## История
Ансамбль создан Заслуженным артистом России Рамзаном Ахмадовым в 1999 году.
В 2000 году состоялись первые гастроли — ансамбль с большим успехом выступил на международном фестивале в Ялове и совершил турне по Германии. В дальнейшем ансамбль также часто и успешно гастролировал по России и Европе. Ансамбль стал обладателем Гран-при на фестивалях в Турции, Франции, Голландии, Англии, Швеции, Финляндии; «Хрустальная магнолия» (Сочи, 2005), «Союз талантов России» (2007), «Сфинкс» (Бельгия, 2006).
«Даймохк» выступал на самых престижных сценах Европы: «Театр Солнца» (Париж), «Королевский театр Ковент-Гарден» (Лондон), «Театр оперы» (Берлин) и многих других.
По решению Правительства Чеченской Республики ансамбль в 2003 году получил статус Государственного. Распоряжением Правительства от 8 октября 2009 года ансамблю было присвоено имя Махмуда Эсамбаева.
При ансамбле работает студия подготовки детей для основного состава «Даймохка», хор и оркестр национальных инструментов.